# Владимир Ђорђевић (народни херој)
Владимир Ђорђевић (Лесковац, 1905 — Тулово, код Лесковца, 5. новембар 1941) био је столарски радник, учесник Народноослободилачке борбе и народни херој Југославије

## Биографија
Рођен у Лесковцу 1905. године. Након завршетка основне и трговачке школе пошао је на столарски занат. У раднички и синдикални покрет укључио се одмах након Првог светског рата, а 19. децембра 1923. године изабран је за секретара Пододбора савеза дрводељских радника у Лесковцу, и на тој дужности је остао више година.
Секретар управе радничког спортског друштва „Слобода“ постаје 1. априла 1926, а октобра 1928. године као представник Јабланичког округа у тајности је присуствовао Четвртом конгресу КПЈ у Дрездену. Због свог активног политичког рада често се налазио под присмотром полиције. Године 1936. је ухапшен и у београдском затвору „Главњача“ је одлежао осам месеци. У затвору је страховито мучен тако да су му и зуби и вилица били поломљени.
После пуштања из затвора још више се политички ангажовао, нарочито на слању добровољаца у Шпанију. Године 1940. изабран је, на Окружној партијској конференцији, за члана Окружног комитета Комунистичке партије Југославије (ОК КПЈ) за Лесковац. Под изговором га га позивају на војну вежбу, 31. децембра 1940. године, полицијске власти су га отерале у логор код Ивањице.
После изласка из логора наставио је партијски рад, активно учествујући у припремама за оружану борбу. Учесник је састанка ОК КПЈ у селу Братмиловцу, и после 22. јуна 1941. године илегално ради на организовању Народноослободилачке борбе у Лесковцу и Врању. Након реорганизације Кукавичког партизанског одреда, постао је политички комесар одреда и учествовао је у првим акцијама овог одреда.
Почетком новембра 1941. године примио је задатак да реорганизује Народноослободилачки покрет према Власотинцу, али изненада, 5. новембра исте године, код села Тулова близу Лесковца, наилази на бугарску заседу и гине.
Указом Председништва АВНОЈ-а постхумно је 6. јула 1945. одликован Орденом заслуга за народ другог реда, а 9. октобра 1953. проглашен је за народног хероја.